# پیز چاچاونا
پیز چاچاونا (به لاتین: Piz Chaschauna) یک کوه در سوئیس است که در کانتون گراوبوندن واقع شده‌است. پیز چاچاونا ۳٬۰۷۱ متر بالاتر از سطح دریا واقع شده‌است.